# Porta Canon
Porta Canon (in inglese Canon Gate) si trova a Chichester nell'omonimo distretto del West Sussex, Inghilterra, Regno Unito. L'edificio, che risale almeno al XIV, viene considerato un monumento classificato di primo grado per il suo particolare interesse storico e architettonico.

## Storia

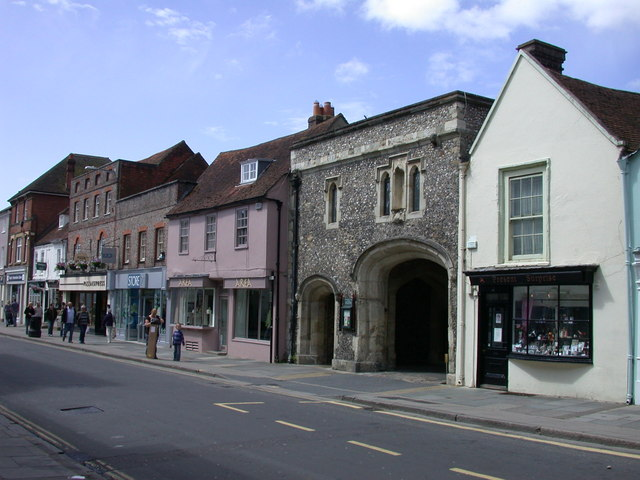
Porta Canon in South Street, Chichester

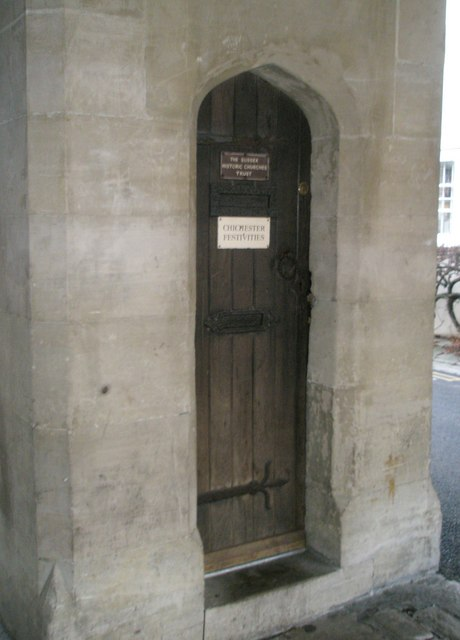
Porticina di accesso al piano superiore

Mackenzie Walcott (precentore della cattedrale di Chichester) indica come data della sua erezione il XVI secolo, al tempo di Riccardo III d'Inghilterra, ma poiché porta lo stemma dell'arcidiacono Edward More è probabile che sia di epoca anteriore. In seguito fu utilizzato per la Pye Poudre Court ma cadde in rovina e per un certo periodo lo spazio tra gli archi più piccoli fu utilizzato come stalla. Nel 1894 fu restaurato da Ewan Christian e il piano superiore fu ricostruito e reso abitabile.

## Descrizione
Porta Canon si trova in South Street a Chichester nel West Sussex dell'Inghilterra, Regno Unito. Edificato come porta cittadina e corpo di guardia è costruito in selce, con rivestimenti in pietra. L'arco rivolto a sud è inciso con lo stemma di William di Wykeham o del Winchester College. La piccola struttura si alza per due piani. Al piano terra ha due portali di diversa ampiezza entrambi con stipiti smussati e archi a tre centri. L'arco occidentale ha il suo ordine interno sostenuto da mensole nelle rivelazioni, che sono scolpite come semi-angeli che reggono scudi. Lo scudo meridionale mostra le armi di William di Wykeham o del Winchester College. A sud ci sono gli archi più stretti per il marciapiede. In un arco al pianterreno si apre la piccola porta che permette l'accesso al piano superiore. Il primo piano ha in ogni facciata una nicchia tra due finestre. Le finestre sono state rimodernate e mostrano la forma originale trilobata. Entrambe le finestre hanno mensole scolpite come semi-angeli che reggono scudi, apparentemente recanti il monogramma sacro I H S. La nicchia est è vuota, ma quella ovest è riempita da una targa rettangolare e da uno scudo con le armi di Guglielmo di Wykeham. I parapetti sporgono su cordoli smussati cavi e sono stati restaurati, fatta eccezione per due doccioni decaduti su ogni facciata. Il soffitto del portale ha travi di legno moderne e il tetto è piatto.

## Monumento classificato
Porta Canon a Chichester dal 5 luglio 1950 viene giudicata un edificio di particolare interesse storico e architettonico in Inghilterra o Galles, classificata come monumento di primo grado e inserito nel National Heritage List for England.